# 橫寺町
35°42′06″N 139°44′06″E / 35.701681°N 139.735095°E
橫寺町（日语：／ Yokoteramachi */?）是東京都新宿區的町名。未實施住居表示。2013年8月1日為止的人口有820人。郵遞區號為162-0831。

## 地理
位於新宿區東北部。北臨神樂坂，東北接岩戶町，東南連箪笥町，南鄰北山伏町，西通矢來町。地域內以住宅地為主。

## 歷史
- 1869年（明治2年）：成立牛込橫寺町。
- 1911年（明治44年）：去除「牛込」冠稱至今。

### 地名由來
此地為牛込通寺町（現神樂坂六丁目）的横町（小路），同時本身也是寺町，因此結合兩者命名為「橫寺町」。

## 交通
町域內沒有鐵路車站，可利用都營地下鐵大江戶線牛込神樂坂站。其他可利用車站還有東京地下鐵東西線神樂坂站。

## 設施
- 龍門寺
- 圓福寺
- 長源寺
- 旺文社

## 備註
1. ↑  『角川日本地名大辞典 13　東京都』、角川書店、1991年再版、P879
2. ↑  .   [2013-08-10]. （原始内容存档于2014-08-19）.

## 外部連結
- 新宿區役所 （页面存档备份，存于）